# لاسان
لازان ألمانيا (بالألمانية: Lassan, Germany) هي بلدة ألمانية تقع في ألمانيا في مكلنبورغ فوربومرن. يقدر عدد سكانها بـ 1,702 نسمة .